# Bevrachting
Bevrachting is een overeenkomst in een charterpartij om per schip een bepaalde lading te vervoeren voor een bepaalde prijs. Het schip wordt daarbij beschikbaar gesteld door de vervrachter en de goederen door de bevrachter. De bevrachtingsovereenkomst kan, maar hoeft geen vervoersovereenkomst te zijn. Dit laatste is het geval bij de rompbevrachting.
Er zijn vier soorten bevrachting:
- rompbevrachting (bare boat charter of charter by demise): hierbij zijn de enige kosten van de eigenaar van het schip de financiële kosten.
- tijdbevrachting (tijdcharter): hierbij betaalt de huurder van het schip alle variabele kosten.
- reisbevrachting (reischarter): hierbij betaalt de eigenaar van het schip alle kosten.
- contract van bevrachting: ook hier betaalt de eigenaar van het schip alle kosten.

Bij rompbevrachting stelt de rompvervrachter het schip ter beschikking van de rompbevrachter zonder daarover nog enige zeggenschap te houden. De rompbevrachter is zelf verantwoordelijk voor het bevrachten, bemannen en onderhouden van het schip, de vervrachter is slechts financier.
Bij tijdbevrachting wordt het volledig uitgeruste en bemande schip ter beschikking gesteld van de bevrachter voor het verrichten van vervoer gedurende een overeengekomen periode. Bij reisbevrachting geldt dit voor één of meerdere reizen. Een contract van bevrachting is een soort reisbevrachting voor meerdere reizen waarbij de reder bepaalt welk schip hij wanneer gebruikt.